# Cortino
Cortino é uma comuna italiana da região dos Abruzos, província de Teramo, com cerca de 845 habitantes. Estende-se por uma área de 62 km², tendo uma densidade populacional de 14 hab/km². Faz fronteira com Amatrice (RI), Crognaleto, Montorio al Vomano, Rocca Santa Maria, Téramo, Torricella Sicura.

## Demografia
| Variação demográfica do município entre 1861 e 2011                               |
|                                                                                   |
| Fonte: Istituto Nazionale di Statistica (ISTAT) - Elaboração gráfica da Wikipedia |